# داودلو
داودلو یکی از روستاهای استان آذربایجان شرقی است که در دهستان چهاردانگه شهرستان هوراند واقع شده‌است.این روستا ۴۴ نفر جمعیت دارد.